# Bogovinye
Bogovinye (macedónul Боговиње) az azonos nevű község székhelye Észak-Macedóniában.

## Népesség
Bogovinyék 2002-ben 6 328 lakosa volt, melyből 6 273 albán, 1 macedón, 49 egyéb.
Bogovinye községnek 2002-ben 28 997 lakosa volt, melyből 27 614 albán (95,2%), 1 183 török (4,1%), 37 macedón, 163 egyéb.

## A községhez tartozó települések
- Bogovinye
- Gorno Palcsiste,
- Gorno Szedlarce,
- Dolno Palcsiste,
- Jelovjane,
- Kamenyane,
- Zserovjane,
- Novatye,
- Novo Szelo (Bogovinye),
- Pirok,
- Rakovec (Bogovinye),
- Szelce Kecs,
- Szinicsane,
- Urvics (Bogovinye).